# Migração vertical diurna

Migração diária da vida marinha entre a zona do crepúsculo e a superfície do oceano - animação da NASA

A migração vertical diurna é um padrão de movimento usado por alguns organismos, como copépodes, que vivem no oceano e em lagos. O adjetivo “diel” (IPA: /ˈdaɪ.əl/, /ˈdiː.əl/), em latim: diēs, que significa “dia”, e refere-se a um período de 24 horas. A migração ocorre quando os organismos se movem para a camada mais alta da água (zona eufótica) durante a noite e retornam para o fundo da zona de luz do dia (zona mesopelágica) dos oceanos ou para a densa camada inferior (hipolímnio) dos lagos durante o dia. A migração vertical diurna é importante para o funcionamento das redes alimentares do fundo do mar e para o sequestro de carbono biologicamente impulsionado (bomba biológica).
Em termos de biomassa, a migração vertical diurna é a maior migração síncrona do mundo. Ela não se restringe a um único táxon, pois são conhecidos exemplos de crustáceos (copépodes), moluscos (lulas), e actinopterígeos (trutas).
O fenômeno pode ser vantajoso por vários motivos, geralmente para acessar alimentos e evitar predadores. Ele é desencadeado por vários estímulos, sendo o mais proeminente as mudanças na intensidade da luz, embora as evidências sugiram que os relógios biológicos também sejam um estímulo subjacente. Embora essa migração em massa seja geralmente noturna, com os animais subindo das profundezas ao anoitecer e descendo ao nascer do sol, o momento pode ser alterado em resposta aos diferentes sinais e estímulos que a desencadeiam. Alguns eventos incomuns afetam a migração vertical: o fenômeno pode estar ausente durante o sol da meia-noite nas regiões árticas e a migração vertical pode ocorrer repentinamente durante um eclipse solar. O fenômeno também demonstra variações impulsionadas pelas nuvens.
O andorinhão-preto é uma exceção entre as aves, pois sobe e desce em grandes altitudes ao anoitecer e ao amanhecer, semelhante à migração vertical de formas de vida aquáticas.

## Descoberta
O fenômeno foi documentado pela primeira vez pelo naturalista francês Georges Cuvier em 1817. Ele observou que as dáfnias, um tipo de plâncton, apareciam e desapareciam de acordo com um padrão diurno.
Durante a Segunda Guerra Mundial, a Marinha dos Estados Unidos estava fazendo leituras de sonar do oceano quando descobriu a camada de dispersão profunda. Durante a realização de experimentos de propagação de som, a Divisão de Pesquisa de Guerra da Universidade da Califórnia sempre apresentava resultados do ecobatímetro que mostravam uma reverberação distinta que eles atribuíam aos agentes de dispersão da camada de água média. Na época, havia especulações de que essas leituras poderiam ser atribuídas a submarinos inimigos.
Martin W. Johnson, do Instituto de Oceanografia Scripps, propôs uma possível explicação. Trabalhando com a Divisão de Pesquisa de Guerra da Universidade da Califórnia, os pesquisadores do Scripps conseguiram confirmar que as reverberações observadas do ecobatímetro estavam de fato relacionadas à migração vertical diária de animais marinhos. A camada de dispersão profunda era causada por agrupamentos grandes e densos de organismos, como o zooplâncton, que espalhavam o sonar para criar um fundo falso ou um segundo fundo.
Quando os cientistas começaram a fazer mais pesquisas sobre o que estava causando a camada de dispersão profunda, descobriu-se que uma grande variedade de organismos estava migrando verticalmente. A maioria dos tipos de plâncton e alguns tipos de nécton apresentaram algum tipo de migração vertical, embora nem sempre seja diurna. Essas migrações podem ter efeitos substanciais sobre os mesopredadores e superpredadores, modulando a concentração e a acessibilidade de suas presas (por exemplo, impactos no comportamento de forrageamento dos pinípedes).

## Tipos de migração vertical

### Diurna
Essa é a forma mais comum de migração vertical. Os organismos migram diariamente por diferentes profundidades na coluna d'água. A migração geralmente ocorre entre as águas superficiais rasas da zona epipelágica e a zona mesopelágica mais profunda do oceano ou a zona do hipolímnio dos lagos. Existem três tipos reconhecidos de migração vertical:

#### Migração vertical noturna
Na forma mais comum, a migração vertical noturna, os organismos sobem à superfície ao anoitecer, permanecendo na superfície durante a noite e depois migrando para a profundidade novamente ao amanhecer.

#### Migração reversa
A migração reversa ocorre quando os organismos sobem à superfície ao nascer do sol e permanecem no alto da coluna d'água durante todo o dia até descerem com o pôr do sol.

#### Migração vertical diurna crepuscular
A migração vertical diurna crepuscular envolve duas migrações separadas em um único período de 24 horas, com a primeira subida ao anoitecer seguida de uma descida à meia-noite, geralmente conhecida como “afundamento da meia-noite”. A segunda subida à superfície e a descida às profundezas ocorrem ao nascer do sol.

### Sazonal
Os organismos são encontrados em diferentes profundidades, dependendo da estação do ano. As mudanças sazonais no ambiente podem influenciar as mudanças nos padrões de migração. A migração vertical diária normal ocorre em espécies de foraminíferos durante todo o ano nas regiões polares; no entanto, durante o sol da meia-noite, não há sinais de luz diferenciais, de modo que eles permanecem na superfície para se alimentar do fitoplâncton abundante ou para facilitar a fotossíntese por seus simbiontes. No entanto, isso não é verdade para todas as espécies em todos os momentos. Observou-se que o zooplâncton ressincroniza suas migrações com a luz da lua durante os períodos em que o sol não é visível e permanece em águas mais profundas quando a lua está cheia.
Foi demonstrado que zooplânctons maiores que migram sazonalmente, como os copépodes de inverno, transportam uma quantidade substancial de carbono para as profundezas do oceano por meio de um processo conhecido como bomba lipídica [en]. A bomba lipídica é um processo que sequestra o carbono (na forma de lipídios ricos em carbono) da superfície do oceano por meio da descida dos copépodes para as profundezas durante o outono. Esses copépodes acumulam esses lipídios durante o final do verão e o outono antes de descer para as profundezas para passar o inverno em resposta à redução da produção primária e às condições adversas na superfície. Além disso, eles dependem dessas reservas de lipídios que são metabolizadas para obter energia para sobreviver durante o inverno antes de subir de volta à superfície na primavera, normalmente no início de uma floração de primavera.

### Ontogenética
Os organismos passam diferentes estágios de seu ciclo de vida em diferentes profundidades. Com frequência, há diferenças acentuadas nos padrões de migração de copépodes fêmeas adultas, como Eurytemora affinis, que permanecem em profundidade com apenas um pequeno movimento ascendente à noite, em comparação com o restante de seus estágios de vida que migram mais de 10 metros. Além disso, há uma tendência observada em outros copépodes, como os do gênero Acartia, que têm uma amplitude crescente de sua migração vertical diurna observada com seus estágios de vida progressivos. Isso possivelmente se deve ao aumento do tamanho do corpo dos copépodes e ao risco associado de predadores visuais, como peixes, pois o fato de serem maiores os torna mais perceptíveis.

## Estímulos de migração vertical
Sabe-se que há dois tipos diferentes de fatores que desempenham um papel na migração vertical: endógenos e exógenos. Os fatores endógenos são originários do próprio organismo: sexo, idade, tamanho, ritmos biológicos etc. Os fatores exógenos são fatores ambientais que atuam sobre o organismo, como luz, gravidade, oxigênio, temperatura, interações predador-presa, etc.

### Fatores endógenos

#### Ritmo endógeno
Os relógios biológicos são um senso de tempo antigo e adaptativo inato a um organismo que lhes permite antecipar mudanças e ciclos ambientais para que possam responder fisiológica e comportamentalmente à mudança esperada.
Evidências de ritmos circadianos que controlam a migração vertical diurna, o metabolismo e até mesmo a expressão gênica foram encontradas em espécies de copépodes, Calanus finmarchicus. Foi demonstrado que esses copépodes continuam a exibir esses ritmos diários de migração vertical em laboratório, mesmo na escuridão constante, depois de serem capturados de uma população selvagem que migra ativamente.
Foi realizado um experimento no Instituto de Oceanografia Scripps que manteve os organismos em tanques com ciclos de luz/escuridão. Alguns dias depois, a luz foi alterada para uma luz baixa constante e os organismos ainda apresentavam migração vertical diária. Isso sugere que algum tipo de resposta interna estava causando a migração.

#### Expressão gênica do relógio
Muitos organismos, incluindo o copépode C. finmarchicus, têm material genético dedicado à manutenção de seu relógio biológico. A expressão desses genes varia temporalmente, sendo que a expressão aumenta significativamente após o amanhecer e o anoitecer, nos momentos de maior migração vertical. Essas descobertas podem indicar que eles funcionam como um estímulo molecular para a migração vertical.

#### Tamanho corporal
Descobriu-se que o tamanho relativo do corpo de um organismo afeta a migração vertical diurna. A truta expressa migrações verticais diárias e sazonais, com indivíduos menores sempre permanecendo em uma camada mais profunda do que os indivíduos maiores. Isso provavelmente se deve a um risco de predação, mas depende do tamanho do próprio indivíduo, de modo que os animais menores podem estar mais inclinados a permanecer em profundidade.

### Fatores exógenos

#### Luz
“A luz é o sinal mais comum e crítico para a migração vertical”. No entanto, até 2010, não havia pesquisas suficientes para determinar qual aspecto do campo de luz era responsável. Em 2020, as pesquisas sugeriam que tanto a intensidade quanto a composição espectral da luz são importantes.

#### Temperatura
Os organismos migram para uma profundidade de água com temperaturas mais adequadas às suas necessidades, por exemplo, algumas espécies de peixes migram para águas superficiais mais quentes para ajudar na digestão. As mudanças de temperatura podem influenciar o comportamento de natação de alguns copépodes. Na presença de uma termoclina forte, alguns zooplânctons podem estar inclinados a passar por ela e migrar para as águas superficiais, embora isso possa ser muito variável, mesmo em uma única espécie. O copépode marinho, Calanus finmarchicus, migrará através de gradientes com diferenças de temperatura de 6 °C sobre o George's Bank, ao passo que no Mar do Norte eles permanecem abaixo do gradiente.

#### Salinidade
As mudanças na salinidade podem fazer com que os organismos busquem águas mais adequadas se forem estenohalinas ou não forem capazes de regular sua pressão osmótica. As áreas afetadas por ciclos de maré acompanhados por mudanças na salinidade, como os estuários, por exemplo, podem apresentar migração vertical em algumas espécies de zooplâncton. A salinidade também foi proposta como um fator que regula o impacto biogeoquímico da migração vertical diária.

#### Pressão
Descobriu-se que as mudanças de pressão produzem respostas diferenciais que resultam em migração vertical. Muitos zooplânctons reagem ao aumento da pressão com fototaxia positiva, geotaxia negativa e/ou uma resposta cinética que resulta em ascensão na coluna de água. Da mesma forma, quando há uma diminuição na pressão, o zooplâncton responde afundando passivamente ou nadando ativamente para baixo para descer na coluna d'água.

#### Cairomônios de predadores
Um predador pode liberar uma pista química que pode fazer com que sua presa migre verticalmente para longe, o que pode estimular a presa a migrar verticalmente para evitar o predador. Foi demonstrado que a introdução de uma espécie de predador em potencial, como um peixe, no habitat do zooplâncton de migração vertical diária influencia os padrões de distribuição observados em sua migração. Por exemplo, um estudo que utilizou dáfnias e um peixe pequeno demais para predá-las (Lebistus reticulatus) constatou que, com a introdução do peixe no sistema, as dáfnias permaneceram abaixo da termoclina, onde o peixe não estava presente. Isso demonstra os efeitos dos cairomônios sobre a migração vertical diurna da dáfnias.
Padrões de maré
Descobriu-se que alguns organismos se movem com o ciclo das marés. Um estudo analisou a abundância de uma espécie de camarão pequeno, Acetes sibogae, e descobriu que eles tendiam a se mover mais alto na coluna d'água e em maior número durante as marés de enchente do que durante as marés vazantes, em experiências na foz de um estuário. É possível que fatores variáveis com as marés possam ser o verdadeiro gatilho para a migração, em vez do movimento da água em si, como a salinidade ou mudanças mínimas de pressão.

## Razões para a migração vertical
Há muitas hipóteses sobre o motivo pelo qual os organismos migrariam verticalmente, e várias delas podem ser válidas em um determinado momento.

### Prevenção de predadores
A universalidade da migração vertical diurna sugere que há algum fator comum poderoso por trás dela. A conexão entre a luz disponível e a migração vertical diurna levou os pesquisadores a teorizar que os organismos podem permanecer em áreas mais profundas e escuras durante o dia para evitar serem comidos por predadores que dependem da luz para ver e capturar suas presas. Embora a superfície do oceano ofereça uma abundância de alimentos, pode ser mais seguro para muitas espécies visitá-la à noite.
A predação dependente da luz por peixes é uma pressão comum que causa o comportamento de migração vertical diurna no zooplâncton e no krill. Um determinado corpo d'água pode ser visto como um gradiente de risco em que as camadas superficiais são mais arriscadas para residir durante o dia do que as águas profundas e, como tal, promove longevidade variada entre o zooplâncton que se estabelece em diferentes profundidades durante o dia. De fato, em muitos casos, é vantajoso para o zooplâncton migrar para águas profundas durante o dia para evitar a predação e subir à superfície à noite para se alimentar. Por exemplo, o krill Meganyctiphanes norvegica faz migração vertical diária para evitar peixes planctívoros.
Os padrões entre os migradores parecem apoiar a teoria da prevenção de predadores. Os migradores permanecem em grupos enquanto migram, um comportamento que pode proteger os indivíduos do grupo de serem comidos. Os grupos de animais menores e mais difíceis de ver começam sua migração ascendente antes das espécies maiores e mais fáceis de ver, o que é coerente com a ideia de que a detectabilidade por predadores visuais é uma questão fundamental. Pequenas criaturas podem começar a migrar para cima até 20 minutos antes de o sol se pôr, enquanto peixes grandes e visíveis podem esperar até 80 minutos após o pôr do sol. As espécies mais capazes de evitar predadores também tendem a migrar antes daquelas com menor capacidade de natação. A lula é a principal presa dos golfinhos-de-risso (Grampus griseus), um predador que respira ar, mas que se baseia em informações acústicas em vez de visuais para caçar. As lulas atrasam seu padrão de migração em cerca de 40 minutos quando os golfinhos estão por perto, diminuindo o risco ao se alimentarem mais tarde e por menos tempo.

### Vantagens metabólicas
Outra possibilidade é que os predadores possam se beneficiar da migração vertical diurna como uma estratégia de conservação de energia. Estudos indicam que os machos de Scyliorhinus canicula seguem uma estratégia de “caçar em águas quentes - descansar em águas frias” que lhes permite reduzir seus custos diários de energia. Eles permanecem em águas quentes apenas o tempo suficiente para obter alimento e, em seguida, retornam para áreas mais frias, onde seu metabolismo pode operar mais lentamente.
Como alternativa, os organismos que se alimentam no fundo em águas frias durante o dia podem migrar para águas superficiais à noite a fim de digerir sua refeição em temperaturas mais quentes.

### Dispersão e transporte
Os organismos podem usar correntes profundas e rasas para encontrar áreas de alimento ou para manter uma localização geográfica.

### Prevenção de danos causados por raios UV
A luz solar pode penetrar na coluna d'água. Se um organismo, especialmente algo pequeno como um microrganismo, estiver muito próximo da superfície, a luz ultravioleta pode danificá-lo. Por isso, eles devem evitar ficar muito perto da superfície, especialmente durante o dia.

### Transparência da água
Uma teoria conhecida como “hipótese do regulador de transparência” prevê que “os papéis relativos da pressão de predação visual e UV variam sistematicamente em um gradiente de transparência do lago.” Em águas menos transparentes, onde os peixes estão presentes e há mais alimentos disponíveis, os peixes tendem a ser o principal fator de migração vertical diurna. Em corpos d'água mais transparentes, onde os peixes são menos numerosos e a qualidade dos alimentos melhora em águas mais profundas, a luz UV pode viajar mais longe, funcionando, assim, como o principal condutor de migração vertical diurna nesses casos.

## Eventos incomuns
Devido aos tipos específicos de estímulos e sinais usados para iniciar a migração vertical, as anomalias podem alterar drasticamente o padrão.
Por exemplo, a ocorrência do sol da meia-noite no Ártico induz mudanças na vida planctônica que normalmente executaria a migração vertical diurna com um ciclo de 24 horas de noite e dia. Nos verões do Ártico, o polo norte da Terra é direcionado para o sol, criando dias mais longos e, na alta latitude, luz do dia contínua por mais de 24 horas. Foi observado que espécies de foraminíferos encontradas no oceano cessam seu padrão de migração vertical diurna e, em vez disso, permanecem na superfície para se alimentar do fitoplâncton. Por exemplo, a Neogloboquadrina pachyderma e as espécies que contêm simbiontes, como a Turborotalita quinqueloba, permanecem sob a luz do sol para ajudar na fotossíntese. As mudanças no gelo marinho e na concentração de clorofila na superfície são consideradas determinantes mais fortes do habitat vertical da N. pachyderma do Ártico.
Também há evidências de mudanças nos padrões de migração vertical durante eventos de eclipse solar. Nos momentos em que o sol é obscurecido durante as horas normais de luz do dia, há uma súbita e drástica diminuição na intensidade da luz. A diminuição da intensidade da luz replica a iluminação típica da noite que estimula os organismos planctônicos a migrar. Durante um eclipse, a distribuição de algumas espécies de copépodes se concentra perto da superfície, por exemplo, o Calanus finmarchicus exibe um padrão clássico de migração diurna, mas em uma escala de tempo muito mais curta durante um eclipse.

## Importância para a bomba biológica

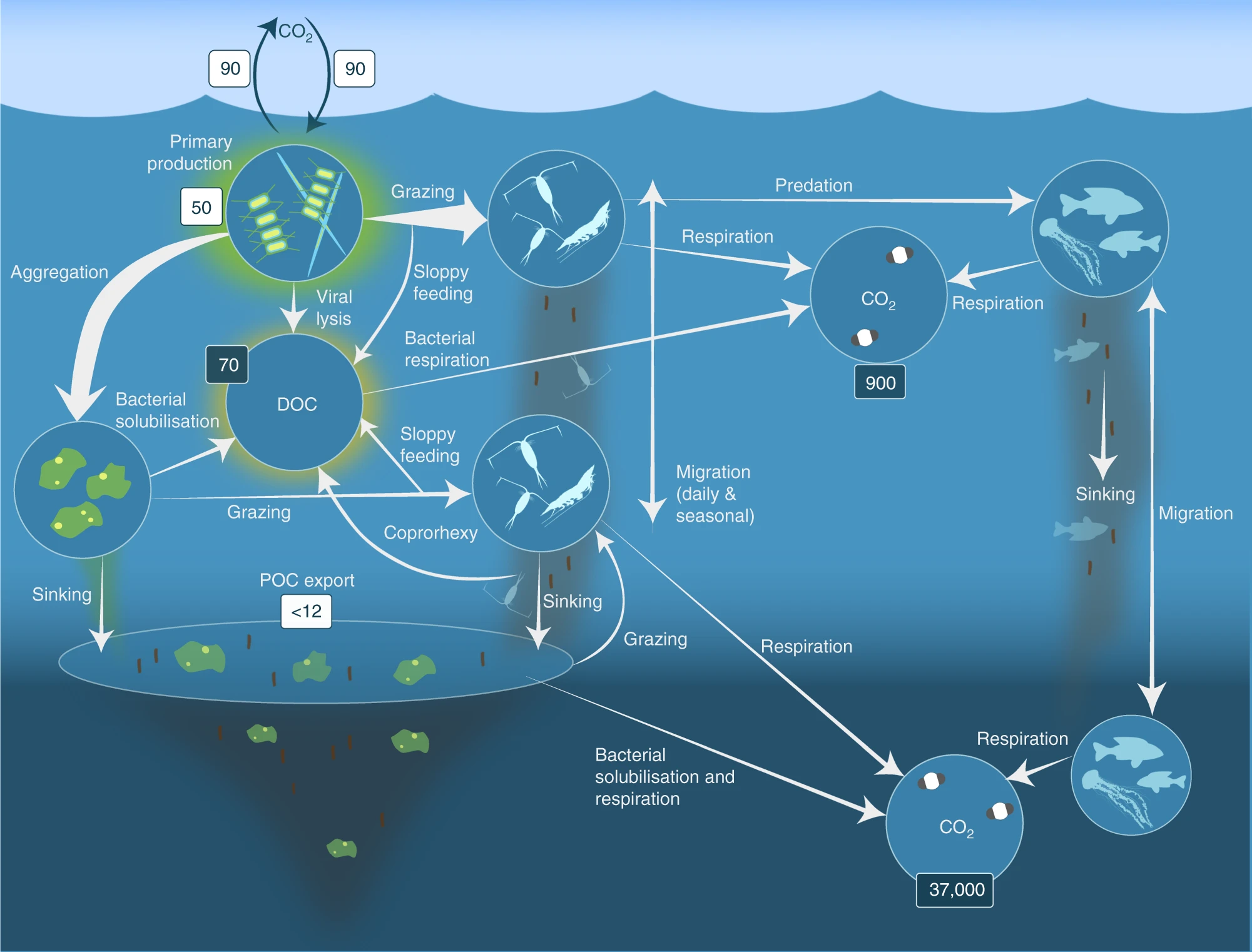
Bomba biológicaO krill de migração vertical diurna, o zooplâncton menor, como os copépodes, e os peixes podem transportar ativamente o carbono para a profundidade consumindo carbono orgânico particulado na camada superficial à noite e metabolizando-o em suas profundidades de residência mesopelágicas durante o dia. Dependendo do histórico de vida da espécie, o transporte ativo também pode ocorrer em uma base sazonal.

A bomba biológica é a conversão de CO2 e nutrientes inorgânicos pela fotossíntese das plantas em matéria orgânica particulada na zona eufótica e a transferência para o oceano profundo. Esse é um processo importante no oceano e, sem a migração vertical, não seria tão eficiente. O oceano profundo obtém a maior parte de seus nutrientes da coluna de água superior quando eles afundam na forma de neve marinha. Essa neve é composta de animais e microrganismos mortos ou moribundos, matéria fecal, areia e outros materiais inorgânicos.
Os organismos migram para cima para se alimentar à noite, de modo que, quando voltam à profundidade durante o dia, defecam grandes pelotas fecais que afundam. Embora algumas pelotas fecais maiores possam afundar muito rapidamente, a velocidade com que os organismos voltam à profundidade é ainda mais rápida. À noite, os organismos estão nos 100 metros superiores da coluna d'água, mas durante o dia eles descem para 800 a 1.000 metros. Se os organismos defecassem na superfície, as pelotas fecais levariam dias para atingir a profundidade que eles atingem em questão de horas. Portanto, ao liberar as pelotas fecais em profundidade, eles têm quase 1.000 metros a menos para viajar até o oceano profundo. Isso é conhecido como transporte ativo. Os organismos estão desempenhando um papel mais ativo na movimentação da matéria orgânica para as profundezas. Como a grande maioria do mar profundo, especialmente os microrganismos marinhos, depende da queda de nutrientes, quanto mais rápido eles chegarem ao fundo do oceano, melhor.
O zooplâncton e as salpas desempenham um papel importante no transporte ativo de pelotas fecais. Estima-se que 15 a 50% da biomassa do zooplâncton migre, sendo responsável pelo transporte de 5 a 45% do nitrogênio orgânico particulado para a profundidade. As salpas são grandes plânctons gelatinosos que podem migrar verticalmente 800 metros e ingerir grandes quantidades de alimentos na superfície. Elas têm um tempo de retenção intestinal muito longo, de modo que as pelotas fecais geralmente são liberadas na profundidade máxima. As salpas também são conhecidas por terem algumas das maiores pelotas fecais. Por causa disso, eles têm uma taxa de afundamento muito rápida, e sabe-se que pequenas partículas de detritos se agregam a eles. Isso faz com que elas afundem muito mais rápido. Conforme mencionado anteriormente, a bomba lipídica representa um fluxo substancial de carbono orgânico particulado para o oceano profundo na forma de lipídios produzidos por grandes copépodes invernantes. Por meio do inverno, esses lipídios são transportados para as profundezas no outono e são metabolizados em profundidades abaixo da termoclina durante o inverno, antes que os copépodes subam à superfície na primavera. O metabolismo desses lipídios reduz esse carbono orgânico particulado em profundidade enquanto produz CO2 como um produto residual, servindo, em última análise, como um contribuinte potencialmente significativo para o sequestro de carbono oceânico. Embora o fluxo de carbono lipídico da bomba lipídica tenha sido relatado como sendo comparável ao fluxo global de carbono orgânico particulado da bomba biológica, os desafios observacionais com a bomba lipídica devido à ciclagem deficiente de nutrientes, e as técnicas de captura dificultaram sua incorporação ao fluxo global de exportação de carbono. Portanto, embora atualmente ainda haja muita pesquisa sendo feita sobre por que os organismos migram verticalmente, está claro que a migração vertical desempenha um papel importante no transporte ativo de matéria orgânica dissolvida para a profundidade.